# Кочали
Кочали (чамал. КIвачIали) — село в Цумадинском районе Дагестана Российской Федерации. Административный центр сельского поселения Кочалинский сельсовет.

## Географическое положение
Расположено на левом берегу реки Аварское Койсу, в 1,5 км к юго-западу от районного центра — села Агвали.

## Население
| 1939 | 1970 | 1989 | 2002 | 2003 | 2004 | 2007 |
| ---- | ---- | ---- | ---- | ---- | ---- | ---- |
| 22   | ↗119 | ↗227 | ↗584 | ↗586 | ↘467 | ↗635 |
| 2010 | 2021 |      |      |      |      |      |
| ↗670 | ↗833 |      |      |      |      |      |

Кочали - одно из чамалалских сел в Цумадинском районе. По данным Всероссийской переписи населения 2010 года в селе проживало 670 человек, которые говорят на чамалинском языке.